# شنة أسامية
شنة أسامية (الاسم العلمي:Channa stewartii) (بالإنجليزية: Assamese snakehead)‏ هي نوع من الأسماك تتبع جنس الشنة من فصيلة الشنات.